# 湯氏平鮋
湯氏平鮋，為輻鰭魚綱鮋形目鮋亞目平鮋科的其中一種，為溫帶海水魚，分布於西北太平洋日本北部海域，棲息深度40-150公尺，體長可達30公分，棲息在底層水域，稚魚具漂浮性，卵胎生，生活習性不明，可做為食用魚。